# Chu Vi Đồng
Chu Vi Đồng hay Châu Vi Đồng (sinh ngày 26 tháng 8 năm 1982) là người mẫu, diễn viên người Trung Quốc.

## Tiểu sử
Chu Vi Đồng sinh ra và lớn lên tại Quý Châu. Cô tốt nghiệp Học viện Trang Phục Bắc Kinh. Tuổi thơ là những ngày tập luyện trong môi trường thể thao đỉnh cao. 14 tuổi cô đã cao 1m70, dù không được cha mẹ đồng ý nhưng cô vẫn quyết định "rẽ hướng" trở thành người mẫu.

## Sự nghiệp
Chu Vi Đồng bắt đầu sự nghiệp là một người mẫu thời trang tại Bắc Kinh khi mới 17 tuổi. Năm 2000, cô giành Quán quân trong cuộc thi China Model Star Contest lần thứ 6 và được đánh giá là một trong top 10 người mẫu chuyên nghiệp của Trung Quốc trong những năm 2000-2001 .
Năm 2003, Chu Vi Đồng bước chân vào sự nghiệp diễn xuất  với bộ phim "Spring In The Summer" của đạo diễn Đường Huy
2006 đảm nhận vai nữ chính Hinh Vũ trong bộ phim Love In Memory do nữ đạo diễn Đài Loan Hứa Thư Kì làm đạo diễn .
2007 cô ký hợp đồng với công ty môi giới Hồng Kông Style international Management cùng với Angelababy,Hùng Đại Lâm và trở thành phát ngôn viên của Chow Tai Fook Enterprises (CTF). 2008 đến New York để đào tạo biểu diễn chuyên nghiệp.
Năm 2009 cô tham gia diễn xuất trong bộ phim Welcome To Shama Town cùng với Lâm Chí Linh .
Năm 2010 được mời đến Nhật Bản cùng với Norika Fujiwara, Hồ Binh bởi NHK và phát hành album ảnh đầu tiên Cica love YOU!. Cùng năm Chu Vi Đồng tham gia đóng bộ phim hài Ai Tình Duy Tu Trạm trong phim cô vào vai em gái của Diễn viên Hồ Tĩnh .
Năm 2011,cô vào vai Judy trong Mật Thất - Không Thể Tới Bờ với Tô Hữu Bằng, và vai Khả Khả trong bộ phim hài lãng mạn Quang Côn Chung Kết Giả.
Năm 2012, cô và Ngô Trấn Vũ, Kiều Nhậm Lương hợp tác trong bộ phim Good-for-Nothing Heros .
Tháng năm 2013, Chu Vi Đồng tham gia chương trình thực tế Celebrity Splash , cô tham gia thử thách 10m và "thăng cấp" thành công.
15 tháng 6 năm 2013 cô cùng với đạo diễn Nhật Bản Shunji Iwai ra mắt tại Liên hoan Phim Thượng Hải.
23 Tháng 4 năm 2015 Chu Vi Đồng ra mắt tại lễ bế mạc Liên hoan phim quốc tế Bắc Kinh lần thứ năm .

### Đời tư
Chu Vi Đồng kết hôn với một doanh nhân người Đài Loan tên Lâm Địch Địch (tiếng Trung: 林狄迪) vào năm 2007. Tuy nhiên đến năm 2010 thì ly hôn .

## Phim tham gia

### Điện ảnh
| Năm  | Tên                                 | Tên tiếng Trung          | Vai                  | Ghi chú                  |
| ---- | ----------------------------------- | ------------------------ | -------------------- | ------------------------ |
| 2005 | Đại Hoang Dã                        | 大荒野                   | Triệu Lam            |                          |
| 2006 | Love In Memory                      | 爱的是你                 | Hinh Vũ              |                          |
| 2010 | Welcome To Shama Town               | 决战刹马镇               | Nữ Bảo Tiêu          |                          |
| 2010 | Ái Tình Duy Tu Trạm                 | 爱情维修站               | Trần Tiểu Phương     |                          |
| 2010 | After 80s                           | 80后                     | mẹ Tinh Thần         |                          |
| 2011 | Kể huỷ diệt độc thân                | 光棍终结者               | Khả Khả              |                          |
| 2011 | Mật Thất - Không Thể Tới Bờ         | 《密室之不可靠岸》       | Chu Địch(Judy)       |                          |
| 2012 | Good-for-Nothing Heros              | 请叫我英雄               | Lucy                 |                          |
| 2013 | Trung Quốc Hảo Tân Lang             | 《中国好新郎》           |                      |                          |
| 2013 | Công lý thép                        | 《全民目击》             | Dương Đan            |                          |
| 2014 | Phu Thê Du Hí                       | 《夫妻游戏》             | Cô gái gợi cảm bí ẩn |                          |
| 2014 | Cảm Giác Mạnh                       | 《城市游戏》             | Mã Gia               |                          |
| 2014 | Are You Ready To Marry Me           | 《我想结婚的时候你在哪》 | Lý Doanh             |                          |
| 2014 | Ngải Mễ Và Anh Chàng Đẹp Trai       | 《艾米与超帅》           | Ngải Mễ              |                          |
| 2015 | The Bag's Secret                    | 《包里的秘密》           |                      |                          |
| 2015 | Thổ Hào 520                         | 《土豪520》              | Tiểu Lan             |                          |
| 2016 | Đồng Thành Giải Cấu                 | 《同城邂逅》             | Vương Nghiên         |                          |
| 2016 | Hiên Viên Đại Đế                    | 《轩辕大帝》             | Leizu                | Quay từ 2012             |
| 2016 | Ái Tình Công Xã                     | 《爱情公社》             | Vương Nghiên         |                          |
| 2016 | Hiên Viên đại đế                    | 《轩辕大帝》             | Nguyên phi Lụy Tổ    |                          |
| 2016 | Tình huống bất diệu                 | 《情况不妙》             | Lily                 |                          |
| 2016 | Roommates In Love                   | 《异性合租的往事》       | Hạ Tuyết Nhân        |                          |
| 2017 | Ngoạn mệnh thi ái                   | 《玩命试爱》             | Tinh Tinh            |                          |
| 2019 | Ái tình nhật ký                     | 《爱情日记》             | Đường Phi Phi        | Phim mạng                |
| 2020 | Huyết sa 1                          | 《血鲨1》                | Tề Huyễn             | Phim mạng                |
| 2020 | Ngã Tưởng Tĩnh Tĩnh                 | 《我想静静》             | Khách mời            |                          |
| 2021 | Trường an phục yêu                  | 长安伏妖                 | Hoàng thái hậu       |                          |
| 2021 | Cặp đôi hợp pháp                    | 合法伴侣                 |                      |                          |
| 2021 | Trên thế gian chỉ có mẹ là tốt nhất | 世上只有妈妈好           | Lý Mộng Vân          |                          |
| 2023 | Tricksters                          | 惊天侠盗团               | Thích Phong Hà       | Phim mạng                |
| 2025 | Cuộc đối đầu đỉnh cao               | 尖峰对决                 | Mộc Dao / Mộc Linh   | Phim mạng, quay năm 2020 |

### Truyền hình
| Năm  | Tên                              | Tên tiếng Trung | Vai                | Ghi chú       |
| ---- | -------------------------------- | --------------- | ------------------ | ------------- |
| 2004 | Spring In The Summer             | 夏日里的春天    | Diệu Ca            |               |
| 2005 | Tình yêu đích thực               | 天地真情        | Lưu Man            |               |
| 2010 | 25ans                            | 安与安寻        | Bạch Khả Khả       | [ 14 ] [ 15 ] |
| 2013 | Toàn dân công Chúa               | 全民公主        | Hà Mẫn             |               |
| 2013 | Nhật ký luyện yêu của Tiền Đa Đa | 钱多多炼爱记    | bạn gái cũ Hứa Phi |               |
| 2014 | Four Detectives                  | 四大萌捕        | Truy Mệnh          | Phim mạng     |
| 2015 | Hướng về phía hạnh phúc đi tới   | 向着幸福前进    | An Kì              |               |
| 2015 | Kẻ Thất Bại 4                    | 屌丝男士 第四季 | Bạn gái Đại Bằng   | Cameo         |

### Phim Ngắn
| Năm  | Tên                | Đạo diễn       |
| ---- | ------------------ | -------------- |
| 2008 | Bát Phương Giải Mã | Phùng Đức Luân |

## TV Show
- 25 tháng 9 năm 2010 Tống Nghệ Đại Ca Đại [16]
- 4 tháng 10 năm 2010 Quốc Quang Bang Bang Mang [17]
- 16 tháng 3 năm 2012 Ngày Ngày Tiến Lên [18]
- 1 tháng 6 năm 2012 Vương Bài Tống Nghệ Tú [19]
- 12 tháng 4 năm 2013 Celebrity Splash [20]
- 13 tháng 4 năm 2013 Celebrity Splash [21]
- 18 tháng 5 năm 2013 Celebrity Splash [22]
- 1 tháng 6 năm 2013 Celebrity Splash [23]
- 8 tháng 6 năm 2013 Celebrity Splash [24]
- 29 tháng 6 năm 2013 The Choice [25]
- 6 tháng 7 năm 2013 The Choice [26]
- 2014 The Amazing Race China mùa 1
- 18 tháng 4 năm 2014 Nam Tả Nữ Hữu [27]
- 14 tháng 9 năm 2014 Minh Tinh Gia Tộc(2 ngày 1 đêm) [28][29]
- 21 tháng 9 năm 2014 Minh Tinh Gia Tộc(2 ngày 1 đêm) [30]
- 28 tháng 9 năm 2014 Minh Tinh Gia Tộc(2 ngày 1 đêm) [31]
- 5 tháng 10 năm 2014 Minh Tinh Gia Tộc(2 ngày 1 đêm) [32]
- 6 tháng 10 năm 2014 完全娛樂 [33]
- 16 tháng 10 năm 2014 Thành Thải Danh Nhân Đường [34]
- 25 tháng 10 năm 2014 Niên Đại Tú [35]
- 26 tháng 10 năm 2014 Minh Tinh Gia Tộc(2 ngày 1 đêm) [36]
- 9 tháng 11 năm 2014 Minh Tinh Gia Tộc(2 ngày 1 đêm) [37]
- 16 tháng 11 năm 2014 Minh Tinh Gia Tộc(2 ngày 1 đêm) [38]
- 23 tháng 11 năm 2014 Minh Tinh Gia Tộc(2 ngày 1 đêm) [39]
- 30 tháng 11 năm 2014 Minh Tinh Gia Tộc(2 ngày 1 đêm) [40]
- 1 tháng 12 năm 2014 Minh Tinh Gia Tộc(2 ngày 1 đêm)
- 7 tháng 2 năm 2015 Thiên Tác Chi Hợp [41]
- 14 tháng 2 năm 2015 Thiên Tác Chi Hợp [42]
- 28 tháng 2 năm 2015 Thiên Tác Chi Hợp [43]
- 23 tháng 3 năm 2015 Tôi Không Phải Là Minh Tinh [44]
- 1 tháng 7 năm 2015 Siêu Cấp Phỏng vấn [45]
- 4 tháng 8 năm 2015 Nữ Thần Tân Trang [46]
- 8 tháng 8 năm 2015 Nữ Thần Tân Trang [47]
- 15 háng 8 năm 2015 Nữ Thần Tân Trang [48]
- 24 tháng 10 năm 2015 Nữ Thần Tân Trang [49]

## Album Ảnh
- 5 tháng 10 năm 2009 N / S EYES SF-547 [50]
- 12 tháng 10 năm 2009 N / S EYES SF-548 [51]
- 3 tháng 9 năm 2010 Cica loves YOU! - ISBN 978-4087805819, Shueisha [52]
- 27 tháng 9 năm 2014 Zhou Weitong / Uncharted - Fashion QueenEdition Photo Book with DVD Wonderful Music [53]
- 27 tháng 9 năm 2014 Zhou Weitong / Uncharted - Classic Edition Photo Book with DVD goddess Wonderful Music [54]
- Loving, Cica [55]